# Publius Dasumius Rusticus
Publius Dasumius Rusticus war ein römischer Politiker und 119 neben Hadrian römischer Konsul. Geburts- und Todesjahr sind unbekannt.
Wahrscheinlich war Rusticus der leibliche Sohn des Konsulars Publius Tullius Varro. In diesem Fall war sein Bruder der Politiker Publius Tullius Varro, der unter mehreren Kaisern Karriere machte. Er war vermutlich Adoptivsohn des Lucius Dasumius Hadrianus, Suffektkonsul im Jahr 93. 108 wurde Rusticus mit anderen berühmten Zeitgenossen, nämlich Plinius dem Jüngeren und dem Historiker Tacitus, im so genannten Testamentum Dasumianum wohl von Gnaeus Domitius Afer Titius Marcellus Curvius Tullus zum Erben eingesetzt.
Über seine politische Laufbahn ist wenig bekannt. Rusticus muss aber als Senator bedeutenden Einfluss und gute Verbindungen zum Herrscherhaus gehabt haben. Dafür spricht vor allem, dass er 119 zusammen mit dem Kaiser Hadrian ordentlicher Konsul war (zu Beginn des Jahres amtierender Konsul im Gegensatz zum weniger prestigeträchtigen Suffektkonsul), eine Ehre, die nur engen Freunden oder nahen Verwandten eines Kaisers gewährt wurde. Zudem war er Initiator des Senatus consultum Dasumianum de fidei commissariis libertatibus. Sein Sohn war der Suffektkonsul des Jahres 152, Lucius Dasumius Tullius Tuscus.